# VirtualDub
VirtualDub è un software freeware sotto licenza GPL (GNU General Public License) che permette di eseguire alcune funzioni di video editing.

## Storia e caratteristiche[1]
Realizzato nel 2001 e costantemente aggiornato negli anni, VirtualDub è diventato molto rinomato e apprezzato per la sua semplicità di utilizzo, efficienza e per le varie funzionalità di conversione, estrazione e modifica, nonostante non sia un programma nato per l'utenza professionale. In ingresso, supporta solo file video AVI (.avi, .divx) e MPEG-1 (.mpg, .m1v, ...); in uscita solo AVI. La decodifica video MPEG-1 è l'unica supportata nativamente. Per la codifica/decodifica audio e video associata al file AVI, si poggia sull'interfaccia VfW. Si possono quindi produrre tracce video e audio con diversi codec (esempio: Xvid (MPEG-4), x264 (H.264), M-JPEG, Huffyuv, MP3, AC-3), purché installati nel sistema in una loro implementazione VfW. Col tempo, sono state implementate dall'autore altre decodifiche native, molto comuni come formati in ingresso, tra cui, per la parte video: sorgenti non compresse YUV, M-JPEG, DV; per l'audio: MP3.
A differenza di molti altri editor, l'utente ha il pieno controllo della modalità di funzionamento. Ciò significa che, se l'utente seleziona la modalità senza ricompressione (chiamata "Direct stream copy" nei menù del programma), funzionerà solo senza ricompressione (eseguire alcune operazioni non sarà possibile); ultile ad esempio per effettuare solo tagli, senza ricomprimere le tracce, quindi senza alcuna perdita di qualità video/audio. In confronto, molti altri editor eseguono la ricompressione sempre, indipendentemente dalla necessità. Esegue anche (come Ulead Media Studio) ricompressione adattativa alla transizione, senza toccare il resto del materiale (l'utente allo stesso tempo non sa esattamente quali parti sono stati sottoposti a ricompressione).
La seconda caratteristica, unica, è il basso carico della CPU e, di conseguenza, una più alta velocità di elaborazione rispetto ad altri video editor.
Virtualdub, dispone anche di possibilità di catturare video e audio, proveniente da più sorgenti: videocamera, scheda di acquisizione video analogica o digitale, schermo del computer.

## Estensioni
Lo sviluppatore ha aggiunto il supporto per l'inserimento di plug-in di input, i quali, assieme all'installazione di codec VFW/ACM, consentono di aprire:
32 bit
- MPEG-2 / DVD (autore: fcchandler)
- Matroska (MKV MKA) (autore: fcchandler)
- Flash Video (FLV) (autore: fcchandler)
- Flash Video (FLV) (autore: Moitah) => superato da quello di fcchandler
- Windows Media (ASF WMV WMA) (autore: fcchandler)
- Dolby Digital (AC3) (autore: fcchandler)
- FLIC (FLI FLC) (autore: fcchandler)
- QuickTime / MPEG-4 / 3GPP (MOV MP4 M4V M4A QT 3GP 3G2 F4V) (autore: fcchandler)
- QuickTime / MPEG-4 (MOV MP4) (autore: tateu) => quasi superato da quello di fcchandler
- MPEG-4 / 3GPP (MP4 3GP) (autore: SEt) => superato da quello di fcchandler e non funziona per la maggior parte dei file
- PVN (autore: DJStealth)
- R3D (Redcode RAW files) (autore: Gábor Kertai)
- Narrow-bandwidth television (NBTV) wave (autore: Gary)
- Parecchi formati => FFmpeg Input Driver (autore: raythe0n)
- Parecchi formati => DirectShow (autore: phaeron)

64 bit
- MPEG-2 / DVD x64 (autore: fcchandler)
- Matroska (MKV MKA) x64 (autore: fcchandler)
- Flash Video (FLV) x64 (autore: fcchandler)
- Windows Media (ASF WMV WMA) x64 (autore: fcchandler)
- Dolby Digital (AC3) x64 (autore: fcchandler)
- FLIC (FLI FLC) x64 (autore: fcchandler)
- QuickTime / MPEG-4 / 3GPP (MOV MP4 M4V M4A QT 3GP 3G2 F4V) x64 (autore: fcchandler)
- Parecchi formati => DirectShow x64 (autore: phaeron)